# 自治州 (苏联)

1980年代的苏联行政区划，其中自治州显示为紫色

苏联自治州是苏联设立的民族自治行政单位，隶属于加盟共和国。级别等同于州和自治共和国。拥有的权利少于自治共和国，没有自己的宪法。历史上共有15个自治州被授予自治权。
苏联解体后，俄罗斯境内的自治州大多升级为共和国，而由前纳卡自治州组成的阿尔察赫共和国和前南奥塞梯自治州组成的南奥塞梯共和国则宣布独立。

## 阿塞拜疆苏维埃社会主义共和国
- 納戈爾諾-卡拉巴赫自治州（今納戈爾諾-卡拉巴赫）

## 格鲁吉亚苏维埃社会主义共和国
- 南奥塞梯自治州（今南奥塞梯）

## 俄罗斯苏维埃联邦社会主义共和国
虽然1978年的苏俄宪法规定，自治州从属于边疆区，但这项条款于1990年12月15日修订时被删除，当时它直接规定自治州从属于苏俄。在1991年6月，苏俄共有5个自治州，有4个自治州在1991年7月3日成立了共和国：
- 阿迪格自治州（今阿迪格共和国）
- 戈尔诺-阿尔泰自治州（今阿尔泰共和国）
- 犹太自治州（自1991年后从哈巴罗夫斯克边疆区独立）
- 卡拉恰伊-切尔克斯自治州（今卡拉恰伊-切尔克斯共和国）
- 哈卡斯自治州（今哈卡斯共和国）

也有些其他的自治州存在于苏联历史的早期阶段中：
- 车臣自治州（1922年—1934年；今车臣共和国）
- 车臣-印古什自治州（1934年—1936年；后来合并为车臣-印古什苏维埃社会主义自治共和国）
- 卡拉恰伊自治州（1926年—1943年）
- 切尔克斯自治州（1928年—1957年）
- 楚瓦什自治州（1920年—1925年；今楚瓦什共和国）
- 印古什自治州（1924年—1934年；今印古什共和国）
- 卡巴尔达-巴尔卡尔自治州（1924年—1936年；今卡巴爾達-巴爾卡爾共和國）
- 卡尔梅克自治州（1920年—1935年；今卡尔梅克共和国）
- 卡拉-吉尔吉斯自治州（1924年—1926年；在1924年改名为吉尔吉斯自治州，1926年成立吉尔吉斯自治社会主义苏维埃共和国，1936年升格为吉尔吉斯苏维埃社会主义共和国，今独立为吉尔吉斯斯坦）
- 科米-濟良自治州（1922年—1929年；今科米共和国）
- 马里自治州（1920年—1936年；今马里埃尔共和国）
- 北奥塞梯自治州（1924年—1936年；今北奥塞梯-阿兰共和国）
- 圖瓦自治州（1944年—1961年；今图瓦共和国）
- 烏德穆爾特自治州（1920年—1934年；今乌德穆尔特共和国）

## 塔吉克苏维埃社会主义共和国
- 戈爾諾-巴達赫尚自治州（今戈爾諾-巴達赫尚自治州）

## 乌克兰苏维埃社会主义共和国
- 摩尔达维亚自治州（1924年；同年10月12日后成立摩尔达维亚苏维埃社会主义自治共和国）

## 乌兹别克苏维埃社会主义共和国
- 卡拉-卡尔帕克自治州（1925年—1932年；今卡拉卡爾帕克斯坦共和國）